# Liste der Monuments historiques in Saint-Michel-de-Fronsac
Die Liste der Monuments historiques in Saint-Michel-de-Fronsac führt die Monuments historiques in der französischen Gemeinde Saint-Michel-de-Fronsac auf.

## Liste der Bauwerke
| Bezeichnung      | Beschreibung              | Standort | Kennzeichnung | Schutzstatus | Datum | Bild |
| ---------------- | ------------------------- | -------- | ------------- | ------------ | ----- | ---- |
| Kirche St-Michel | Erbaut im 12. Jahrhundert | (Lage)   | PA00083788    | Inscrit      | 1925  |      |

## Liste der Objekte
- Monuments historiques (Objekte) in Saint-Michel-de-Fronsac in der Base Palissy des französischen Kultusministeriums